# Off the Goop
Off the Goop è un singolo del rapper statunitense Yung Gravy e del rapper canadese, pubblicato il 6 febbraio 2020 con la collaborazione di Cuco.

## Tracce
1. Off the Goop – 2:40